# 铁北街道 (公主岭市)
铁北街道，是中华人民共和国吉林省长春市公主岭市下辖的一个乡镇级行政单位。

## 行政区划
铁北街道下辖以下地区：
警民社区、中天社区、东风社区、科研社区、东洼社区和建华社区。